# 스베리 듀르후스
스베리 듀르후스(페로어: Sverri Djurhuus, 1920년 7월 11일  ~ 2003년 10월 18일)는 페로 제도의 작가, 군인이다. 시인, 소설가로 활동했으며 제2차 세계 대전 시기에는 무장친위대 소속 덴마크 자유군단에 자원 입대했다.